# Зигмунд, Гюнтер
Гю́нтер Зи́гмунд (нем. Günter Siegmund; 19 декабря 1936, Костшин-над-Одрой — 13 сентября 2020, Берлин, Германия) — немецкий боксёр тяжёлой весовой категории, выступал за сборную ГДР в конце 1950-х — начале 1960-х годов. Бронзовый призёр летних Олимпийских игр в Риме, обладатель бронзовой медали чемпионата Европы, двукратный чемпион ГДР, участник многих международных турниров и матчевых встреч.

## Биография
Гюнтер Зигмунд родился 19 декабря 1936 года в городе Костшин-над-Одрой. Активно заниматься боксом начал в раннем детстве, проходил подготовку в берлинском спортивном клубе «Форвертс». Первого серьёзного успеха на ринге добился в 1957 году, когда в тяжёлом весе занял третье место на чемпионате ГДР среди любителей. Год спустя боксировал на чемпионате мира среди военнослужащих, пробился в полуфинал, там проиграл советскому тяжеловесу Андрею Абрамову. В 1959 году вновь был третьим в зачёте национального первенства и побывал на чемпионате Европы в Люцерне, где, тем не менее, выбыл из борьбы за медали уже на ранних стадиях турнира.
В 1960 году Зигмунд наконец стал чемпионом ГДР и благодаря череде удачных выступлений удостоился права защищать честь страны на летних Олимпийских играх в Риме. На Олимпиаде сумел дойти до стадии полуфиналов, после чего со счётом 1:4 уступил представителю Южной Африки Дэниэлу Беккеру.
Получив бронзовую олимпийскую медаль, Зигмунд ещё в течение некоторого времени продолжал оставаться в основном составе национальной сборной, принимая участие в крупнейших международных турнирах. Так, в 1961 году он во второй раз выиграл первенство ГДР и съездил на чемпионат Европы в Белград, откуда привёз награду бронзового достоинства (в полуфинале техническим нокаутом проиграл итальянцу Бенито Пенне). Последний раз Гюнтер Зигмунд выступал на высоком уровне в 1963 году, занял третье место на чемпионате своей страны, после чего принял решение завершить карьеру спортсмена, уступив место в сборной молодым немецким боксёрам.